# 3514 Hooke
3514 Hooke (1971 UJ) là một tiểu hành tinh nằm phía ngoài của vành đai chính được phát hiện ngày 16 tháng 10 năm 1971 bởi L. Kohoutek ở Bergedorf.